# Watch me!
〈Watch me!〉는 일본의 음악 그룹 YOASOBI의 노래이다. 2025년 5월 18일 Echoes와 소니 뮤직 엔터테인먼트를 통해 싱글로 발매되었다. 시노하라 켄타의 단편 소설 코코로 코로론을 바탕으로 한 이 곡은 2025년 일본의 애니메이션 시리즈 《위치 워치》의 첫 번째 오프닝 테마로 사용되었다.

## 배경 및 출시
시노하라 켄타의 일본 만화 시리즈 《위치 워치》의 일본의 애니메이션 각색이 2024년 8월 19일 처음 발표되었다. 애니메이션 시리즈의 두 번째 예고편은 2025년 2월 17일에 업로드되었으며, YOASOBI가 부른 오프닝 테마 〈Watch me!〉를 공개했다. 보도 자료에서 Ayase는 자신이 이 만화뿐만 아니라 시노하라의 다른 만화 시리즈인 《스켓 댄스》의 팬임을 밝혔다. 〈Watch me!〉는 4월 6일 처음 방영된 애니메이션의 오프닝 시퀀스에서 추가로 공개되었다. 5월 11일, 애니메이션의 6화가 끝난 후, YOASOBI는 〈Watch me!〉가 다음 주 5월 18일에 디지털 음악 및 스트리밍 플랫폼에서 이용 가능할 것이라고 발표했다. 영어 버전은 5월 30일에 발매되었으며, CD 싱글은 6월 25일에 내부 상자를 여는 데 키 참이 사용되는 단면 형광 상자와 함께 발매되었다.

## 구성
〈Watch me!〉는 애니메이션의 주인공 와카츠키 니코의 마녀 훈련 이전을 다룬 위치 워치 만화가 시노하라가 쓴 단편 소설 코코로 코로론에서 가져왔으며, 니코와 그녀의 소꿉친구 오토기 모리히토가 초자연적인 힘과 그들의 유대로 인해 겪는 어려움을 묘사한다. 〈Watch me!〉는 "밝고 활기찬" 일렉트로팝 트랙으로 "가볍고 경쾌한" 비트, "귀여운" 멜로디, "어지러운" 분위기를 특징으로 한다. 이 노래는 니코가 모리히토에 대한 순수한 낭만적인 감정을 니코의 시점으로 서정적으로 다루고 있다.

## 뮤직 비디오
〈Watch me!〉의 동반 뮤직 비디오는 싱글 발매일과 같은 날인 2025년 5월 18일 일본 표준시 17시 30분에 공개되었다. Folium의 치바 다이스케가 제작하고 나카가이토 유가 감독한 이 애니메이션 영상은 위치 워치 애니메이션 시리즈의 일부 장면과 뮤직 비디오 전용 오리지널 장면을 통합하여 주인공 니코와 모리히토를 포함한 애니메이션의 모든 캐릭터를 담고 있다. 영어 버전의 뮤직 비디오는 6월 8일에 공개되었으며, 만화 위치 워치와의 협업 뮤직 비디오는 6월 14일에 공개되었다.

## 라이브 공연
YOASOBI는 2025년 6월 8일과 9일 영국 런던 웸블리 아레나에서 열린 단독 콘서트에서 〈Watch me!〉를 처음으로 라이브로 공연했다. 듀오는 나중에 이 곡을 완다라 홀 투어(2025)의 세트리스트에 포함시켰다.

## 곡 목록
- 디지털 다운로드 및 스트리밍

1. "Watch Me" – 3:06

- 디지털 다운로드 및 스트리밍 – 영어 버전

1. "Watch Me" (영어 버전) – 3:06

- CD 싱글

1. "Watch Me" – 3:06
2. "Watch Me" (영어 버전) – 3:06
3. "Watch Me" (애니메이션 에디트) – 1:30
4. "Watch Me" (연주곡) – 3:06

## 크레딧 및 스태프
- Ayase – 송라이터, 음악 프로듀서
- 이쿠라 – 보컬
- Konnie Aoki – 작사 (영어 버전), 작사 및 보컬 녹음 디렉션 (영어 버전)
- AssH – 기타
- 시노하라 켄타 – 원작자
- BFNK – 작사 및 보컬 녹음 디렉션 (영어 버전)
- 사이토 타카유키 – 보컬 녹음
- 니시카와라 쿠니오 – 보컬 녹음 (영어 버전)
- 후쿠이 마사히코 – 믹싱
- 사카이 히데카즈 – 마스터링

## 차트
| 차트 (2025)                      | 최고 순위 |
| -------------------------------- | --------- |
| 일본 (재팬 핫 100)               | 16        |
| 일본 핫 애니메이션 (빌보드 재팬) | 6         |
| 17                               |           |
| 일본 합산 싱글 (오리콘)          | 22        |
| 일본 애니메이션 싱글 (오리콘)    | 6         |
| 대한민국 다운로드 (써클)         | 186       |

## 발매 역사
| 지역      | 날짜            | 형식                     | 버전     | 레이블                               | Ref.   |
| --------- | --------------- | ------------------------ | -------- | ------------------------------------ | ------ |
| 여러 지역 | 2025년 5월 18일 | 디지털 다운로드 스트리밍 | 오리지널 | Echoes 소니 뮤직 엔터테인먼트 (일본) | [ 23 ] |
| 여러 지역 | 2025년 5월 30일 | 디지털 다운로드 스트리밍 | 영어     | Echoes 소니 뮤직 엔터테인먼트 (일본) | [ 24 ] |
| 일본      | 2025년 6월 25일 | CD 싱글                  | 한정판   | Echoes 소니 뮤직 엔터테인먼트 (일본) | [ 25 ] |